# Hylopetes bartelsi
Hylopetes bartelsi är en däggdjursart som beskrevs av Frederick Nutter Chasen 1939. Hylopetes bartelsi ingår i släktet Hylopetes och familjen ekorrar. IUCN kategoriserar arten globalt som otillräckligt studerad. Inga underarter finns listade i Catalogue of Life.
Denna flygekorre lever endemisk i en bergstrakt kring Mt. Pangrango på västra Java. Området är täckt av skog.